# Aina (hudební skupina)
Aina je powermetalová hudební superskupina skládající se z členů z celého světa a ze všech odnoží metalu a rocku. Společně stvořili metalovou operu Days of Rising Doom, která byla vydána v roce 2003.

## Členové

### Zakladatelé
- Robert Hunecke-Rizzo (Heaven's Gate, Luca Turilli, Rhapsody of Fire, Kamelot) - bicí, kytara, baskytara
- Sascha Paeth (Heaven's Gate, Luca Turilli, Rhapsody of Fire, Kamelot) - producent
- Michael "Miro" Rodenberg (Heaven's Gate, Luca Turilli, Rhapsody of Fire, Kamelot) - klávesy, aranže
- Amanda Somerville (Luca Turilli, Epica) - zpěv, texty: Maiden Voice and Oriana's Conscience

### Účinkující
Zpěváci:
- Glenn Hughes (Deep Purple, Black Sabbath) - Talon
- Michael Kiske (bývalý člen Helloween) - průvodce
- Andre Matos (bývalý člen Shaaman, bývalý člen Angra) - Tyran
- Marc Hudson (Sacred divide) - Wolfgang
- Candice Night (Blackmore's Night) - Oria
- Sass Jordan - Oriana
- Tobias Sammet (Edguy, Avantasia) - průvodce
- Marco Hietala (Nightwish, Tarot) - Syrius
- Sebastian Thomson - vypravěč
- Damian Wilson (Ayreon, Star One, Landmarq, bývalý člen Threshold) - král Tactius
- Thomas Rettke (Heaven's Gate) - Torek (Sorvahr)
- Olaf Hayer (Luca Turilli, bývalý člen Dionysus ) - Baktúk
- Cinzia Rizzo (Luca Turilli, Rhapsody of Fire, Kamelot) - operní zpěv a vokály
- Rannveig Sif Sigurdardoffir (Kamelot) - operní zpěv
- Simone Simons (Epica) - mezzosoprán
- Oliver Hartmann (At Vance) a Herbie Langhans (Luca Turilli, Seventh Avenue) - prorokové
- Dále účinkují: The Trinity School Boys Choir jako andělský chór Aina
  - Režie: David Swinson

Hudebníci:
- Olaf Reitmeier (Virgo) - akustická kytara v "Revelations" a "Serendipity"
- Derek Sherinian (bývalý člen Dream Theater) - klávesové sólo v "The Siege of Aina"
- Jens Johansson (Stratovarius, Yngwie Malmsteen, Dio) - klávesové sólo v "Revelations"
- T.M. Stevens (Steve Vai, Tina Turner) - Bass on "Son of Sorvahr"
- Axel Naschke (Gamma Ray)- Organ on "Son of Sorvahr"
- Erno "Emppu" Vuorinen (Nightwish, Altaria) - kytarové sólo v "Rebellion"
- Thomas Youngblood (Kamelot, Ian Parry) - kytarové sólo v "Lalae Amêr"
- Erik Norlander (Ayreon, Ambeon) - klávesové sólo v "Rebellion"

## Diskografie
- Days of Rising Doom - 2003